# Municipio de Blooming Valley (Dakota del Sur)
El municipio de Blooming Valley (en inglés: Blooming Valley Township) es un municipio ubicado en el condado de Grant en el estado estadounidense de Dakota del Sur. En el año 2010 tenía una población de 126 habitantes y una densidad poblacional de 1,34 personas por km².

## Geografía
El municipio de Blooming Valley se encuentra ubicado en las coordenadas 45°15′12″N 97°9′46″O / 45.25333, -97.16278. Según la Oficina del Censo de los Estados Unidos, el municipio tiene una superficie total de 93.84 km², de la cual 93,54 km² corresponden a tierra firme y (0,32 %) 0,3 km² es agua.

## Demografía
Según el censo de 2010, había 126 personas residiendo en el municipio de Blooming Valley. La densidad de población era de 1,34 hab./km². De los 126 habitantes, el municipio de Blooming Valley estaba compuesto por el 96,83 % blancos, el 1,59 % eran de otras razas y el 1,59 % eran de una mezcla de razas. Del total de la población el 15,08 % eran hispanos o latinos de cualquier raza.